# Namibiana occidentalis
Espèce
Synonymes
- Leptotyphlops occidentalis FitzSimons, 1962

Namibiana occidentalis est une espèce de serpents de la famille des Leptotyphlopidae.

## Répartition
Cette espèce se rencontre en Namibie et en Afrique du Sud.

## Description
L'holotype de Namibiana occidentalis mesure 206 mm dont 11 mm pour la queue. Son diamètre est de 2,6 mm. Cette espèce présente une teinte générale brune, plus claire sur la face ventrale.

## Publication originale
- FitzSimons, 1962 : A new worm-snake (Leptotyphlops) from South West Africa. Annals of the Transvaal Museum, Pretoria, vol. 24, p. 239-240 (texte intégral).